# Estación de Colonia Moderna (Metrorrey)
La estación Moderna es sexta estación de la línea 3 del Metro de Monterrey. Fue inaugurada el 27 de febrero de 2021 y está ubicada en la colonia del mismo nombre en el municipio de Monterrey. Su nombre se deriva a su ubicación en la colonia Moderna. Se planeó llamarla Violeta debido a su cercanía a la calle Violeta.
Su icono hace referencia a los patrones de la entrada de las casas en la zona.